# Acid butiric
Acidul butiric (IUPAC: Acid butanoic; din limba greacă βούτῡρον, însemnând „unt”) este un acid monocarboxilic saturat cu catenă deschisă ce conține patru atomi de carbon. 
Formula sa structurală esteCH3CH2CH2-COOH. Sărurile și esterii acidului butiric sunt cunoscuți ca butirați sau butanoați. Se găsește în unele grăsimi în mici cantități, cum ar fi untul, laptele de capră și oaie, sau parmezanul și este un produs final al fermentației anaerobe. Are un miros neplăcut și un gust acru. 